# Relaciones España-Curazao
Las relaciones Curazao-España se refiere a las relaciones bilaterales entre el Reino de España y el país autónomo insular de Curazao. Las relaciones exteriores de Curazao se llevan a cabo principalmente a través del gobierno holandés. La jurisdicción del Consulado General de España en Ámsterdam cubre los Países Bajos y la demacrcación consular para las islas caribeñas de Aruba, Bonaire y Curaçao.

## Relaciones históricas
Las islas Curazao, Aruba, Bonaire junto a las pequeñas Antillas fueron denominadas inicialmente por los españoles como Islas Inútiles, debido a la carencia de oro en ellas. A la llegada de los españoles Curazao, Aruba y Bonaire estaban pobladas por los caquetíos de la familia arawaka. 
Fueron descubiertas por Alonso de Ojeda, quien avistó Curazao (la llamó Isla de Los Gigantes) y desembarcó en Aruba en 1499, haciéndolas parte de su efímera Gobernación de Coquibacoa, otorgada por los reyes a espaldas de Cristóbal Colón. El 6 de junio de 1508 el rey nombró a Ojeda como gobernador de Nueva Andalucía, incluyendo a las tres islas. En 1513 la población de las tres islas fue trasladada a Santo Domingo para trabajar en las minas de cobre.
En 1519, a solicitud del factor o delegado de la Real Hacienda de Santo Domingo, Juan Martín de Ampués o Ampiés, los habitantes originarios de Curazao, Aruba, Bonaire y de la Tierra Firme cercana (a quienes denominaron guatiaos), fueron declarados "amigos de los españoles" por los padres jerónimos que gobernaban en Santo Domingo y se los preservó de expediciones esclavistas, ya que Ampués se impresionó por la inteligencia de los mismos al tomar contacto con ellos y quiso convertirlos al cristianismo.
En 1520 Ampués envió tres expediciones a las islas, devolviendo a Curazao a 25 indígenas capturados previamente, enviados en la primera expedición. En la segunda, llegaron a Aruba y a Curazao 6 españoles para intentar evangelizar a los indígenas y en la tercera llegaron un albañil y un carpintero para construir una misión. Ese año el virrey Diego Colón otorgó a Ampués una carta de mamparo para los indios de las islas Inútiles, mediante la cual los indígenas serían protegidos de la esclavitud y Ampués podría poblar las islas, como una especie de protector de las mismas.
Una cuarta expedición fue enviada en 1522 al mando de Gonzalo de Sevilla, quien estuvo un año y medio en las islas trabando amistad con los indígenas.
La Compañía Neerlandesa de las Indias Occidentales durante la Guerra de los Ocho Años, en una expedición al mando de Johannes van Walbeeck, conquistó Curazao en 1634 y Aruba y Bonaire en 1636, desalojando definitivamente a los españoles a pesar de la obstinada defensa que hicieron López de Moría y Juan Matheos. La reducida colonia española y casi toda la población de los indígenas arawacos, que se negaron a jurar obediencia a los Países Bajos, fueron expulsados y se refugiaron en las costas de Venezuela.
La Compañía de las Indias Occidentales (WIC), firmó su ocupación oficial de la isla en agosto de 1634 con la rendición de los españoles en San Juan. Los 30 españoles presentes en la isla y una gran parte de los taínos fueron llevados por los holandeses a Venezuela. Aproximadamente 30 familias taínos podía seguir viviendo en la isla. El motivo de la invasión y conquista fue que el WIC estaba buscando una base para el comercio y el corso. Curazao también tenía el mejor puerto conocido hasta ahora en el Caribe. Además, el WIC buscó una buena fuente de sal y Curazao tenía madera, ganado, cal y combustible.
Los españoles planearon recuperar Curacao. La información sobre las tropas, fortificaciones, puestos de avanzada, víveres y municiones fueron recogidas en tres formas. Indios que vivían en Curazao fueron secuestrados e interrogados, así como los que fueron a buscar sal en la costa de Venezuela fueron capturados e interrogados. Finalmente los españoles enviaron espías a Curazao. Había dos sitios obvios de aterrizaje: Piscaderabaai y el Agua español. Schottegat estaba demasiado bien defendido. Los españoles trajeron sus planes y llevaron a una serie de naves, pero mientras se dirigían a la isla, la nave fue atacada por una tormenta y Curazao nunca fue alcanzado. Según creía el WIC, las fuerzas españolas eran más fuertes y probablemente habrían ganado.
En el siglo XVIII, Curacao intentó comerciar con Venezuela y otras colonias españolas, pero esto fue impedido por los guardacostas españoles.